# Ethan Mbappé
Ethan Mbappé Lottin (* 29. prosince 2006, Montreuil) je francouzský fotbalista, který hraje jako záložník za LOSC Lille.
Ethan mbappé je bratr profesionálního fotbalisty kyliána mbappého

## Brzký život
Mbappé se narodil v Montreuil v Seine-Saint-Denis a vyrůstal ve fotbalové rodině. Jeho bratr Kylian a adoptovaný bratr Jirès Kembo Ekoko se stali profesionálními fotbalisty. Jejich otec pochází z Kamerunu a jejich matka má kořeny z Alžírska.

## Klubová kariéra
Ethan se, podobně jako jeho bratři, v roce 2015 připojil k místnímu klubu AS Bondy. Po dvou letech v roce 2017 přestoupil do francouzského Paris Saint-Germain, ve stejném přestupovém období, kdy klub přivedl na hostování jeho bratra Kyliana. Skóroval při svém debutu za tým do 12 let.
V červnu roku 2021 podepsal s PSG tříletou smlouvu.
V roce 2023 debutoval v A-týmu PSG a vyhrál titul.
V červenci 2024 podepsal tříletý kontrakt v Lille.

## Mezinárodní kariéra
Mbappé byl povolán do francouzského týmu do 16 let v listopadu 2021.

## Styl hry
Ethan Mbappé je technický levonohý záložník.